# Margot Robbie
Margot Elise Robbie (* 2. července 1990 Dalby, Queensland) je australská herečka, známá z blockbusterů i nezávislých filmů. Stala se držitelkou řady nominací a ocenění, včetně dvou nominací na Oscara a čtyř na Zlatý glóbus. V roce 2017 byla časopisem Time zařazena na seznam 100 nejvlivnějších lidí světa.
Kariéru započala v roce 2008 rolí Donny Freedmanové v seriálu Neighbours, ve kterém účinkovala do roku 2011. Po přestěhování do Spojených států ztvárnila hlavní roli v dramatickém seriálu Pan Am (2011–2012) a průlomovou roli zaznamenala v černé komedii Vlk z Wall Street (2013). Širšího uznání se jí dostalo díky rolím Jane Porterové v dobrodružném filmu Legenda o Tarzanovi (2016) a Harley Quinn v DC filmech Sebevražedný oddíl (2016) a Birds of Prey (2020).
První oscarovou nominaci získala za ztvárnění krasobruslařky Tonyi Hardingové v životopisném filmu Já, Tonya (2017). Zahrála si také královnu Alžběty I. ve filmu Marie, královna skotská (2018), Sharon Tateovou v komediálním dramatu Tenkrát v Hollywoodu (2019), zaměstnankyni Fox News v životopisném Šokujícím odhalení (2019)  či  Nellie LaRoyovou v historickém komediálním dramatu Babylon (2022).
S manželem Tomem Ackerleym založila produkční společnost LuckyChap Entertainment, pod kterou produkovali několik filmů, včetně filmů Já, Tonya a Nadějná mladá žena (2020) či minisérii Služka (2021).

## Životopis
Narodila se v queenslandském Dalby. Matka Sarie Kesslerová je fyzioterapeutka. V sedmnácti letech se přestěhovala do Melbourne a začala se profesionálně věnovat herectví. V roce 2007 odmaturovala na Somerset College.

## Kariéra
Profesionálně se začala herectví věnovat v roce 2007, kdy se objevila ve dvou filmech I.C.U. a Vigilante. Také se objevila v několika reklamách a získala několik hostujících rolí v seriálech jako hostujících rolí v seriálech jako Princezna ze země slonů a City Homicide.

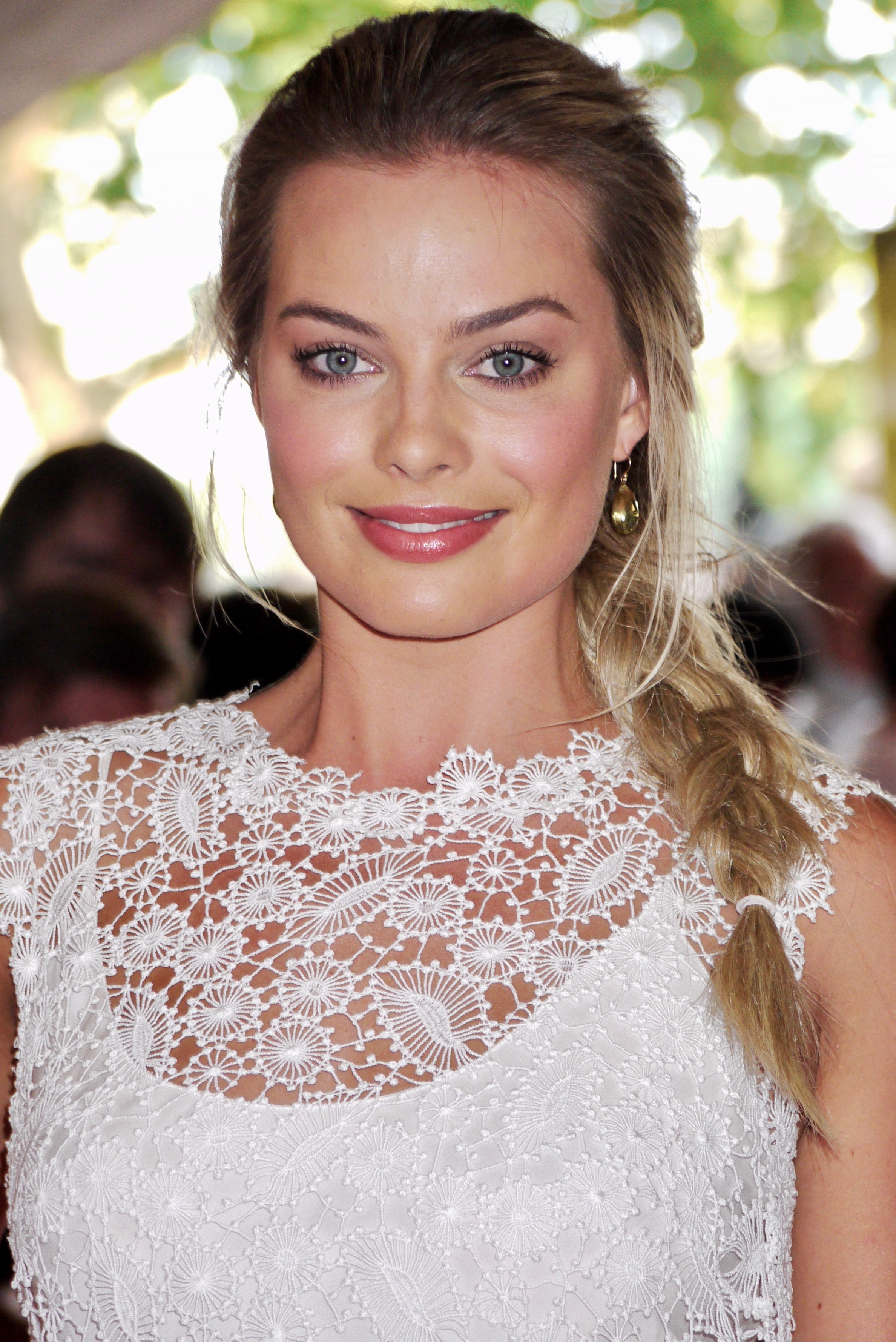
Margot Robbie v londýnském Somerset House, 2013

V roce 2008 získala roli Donny Freedmanové v australské mýdlové opeře Neighbours. Její role měla být hostující, ale brzy se stala postavou hlavní. V roce 2009 získala nominaci na cenu Logie Award a Kids' Choice Award. V září 2010 bylo oznámeno, že po třech letech opouští seriál, kvůli stěhování do Hollywoodu.
Po příletu do Los Angeles se pokoušela získat roli v seriálu Charlieho andílci. Producent Sony Pictures Television preferoval, aby se připojila k seriálu Pan Am, po boku Christiny Ricci. V seriálu získala roli nově vytrénované letušky Laury Cameron. Seriál byl však zrušen po první sérii, kvůli nízké sledovanosti. V květnu 2012 se připojila k obsazení filmu Lásky čas. Následující měsíc bylo oznámeno, že získala roli ve filmu Vlk z Wall Street, za níž byla nominována na Filmovou cenu MTV v kategorii Objev roku a obdržela cenu Empire Award v kategorii Nejlepší nováček.
Objevila se ve filmu Suite française, adaptaci novely Irène Némirovské. Roli Ann Burdenové získala ve filmové adaptaci Z for Zachariah, která se natáčela na Novém Zélandu. Film měl premiéru 24. ledna 2015 na Filmovém festivalu Sundance. Dne 1. července 2016 měl premiéru film Tarzan. V říjnu 2014 bylo oznámeno, že se připojila k obsazení filmu Sebevražedný oddíl, kde ztvárnila postavu Harley Quinn.

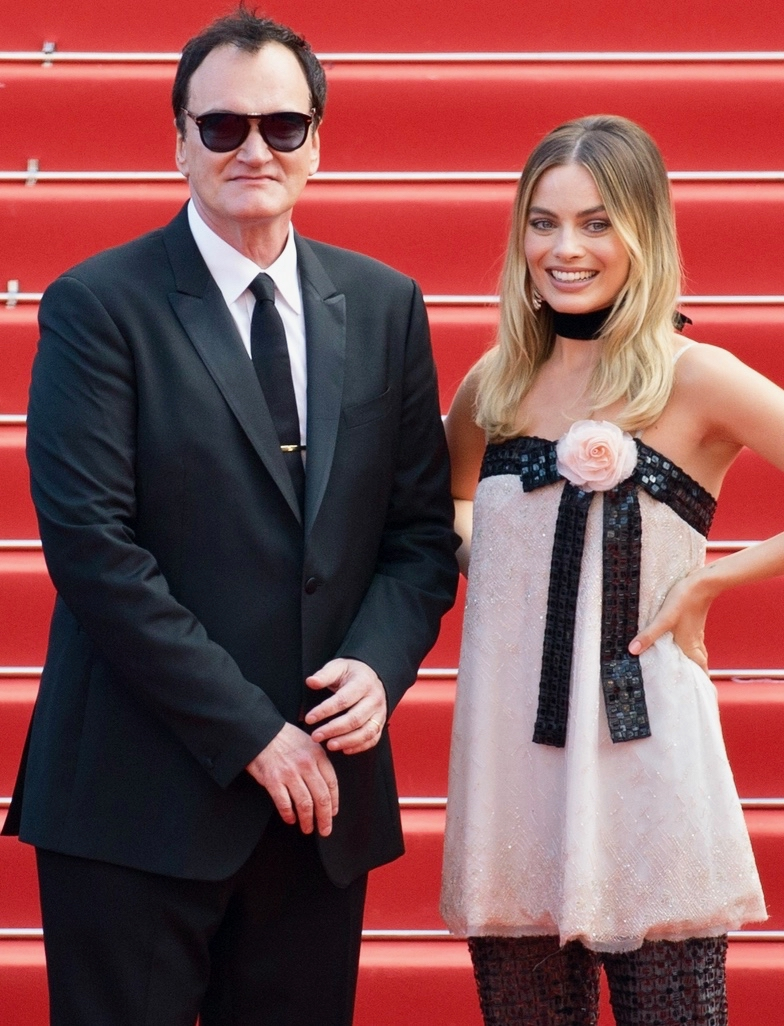
S Quentinem Tarantinem v Cannes, 2019

V roce 2015 obdržela nominaci na Cenu BAFTA pro nejlepší vycházející hvězdu. Ve stejném roce se objevila ve filmu Focus s Willem Smithem a s Chrisem Pinem ve filmu Z for Zachariah. Film měl premiéru na Filmovém festivalu Sundance 24. ledna 2015 a získal pozitivní kritiku. Zahrála si také Tinu Feyovou v životopisném snímku Americká reportérka, premiérovaného 4. března 2016. Jednalo se o adaptaci pamětí novinářky Barkerové The Taliban Shuffle. V květnu 2016 se stala tváří značky Calvin Klein a jejich voňavky Deep Euphoria. Později v roce 2016 si zahrála Jane Porterovou ve filmu Legenda o Tarzanovi.
Bylo potvrzeno, že si zahraje ve filmové adaptaci pamětí Marisy Lankesterové Dangerous Odds a ve filmu Violent Talent. Také si zahraje krasobruslařku Tonyu Hardingovou ve snímku Já, Tonya. Roli Harley Quinn si zopakuje ve filmu Gotham City Sirens, který také bude produkovat. V červenci 2016 bylo potvrzeno, že si zahraje v thrilleru Bad Monkeys roli Jane Charlotte. Produkovala film pro LuckyChap Entertainment. Svůj hlas propůjčila do filmové verze příběhu o králíčkovi Petrovi . V roce 2016 byla obsazena do role Annie ve filmu Terminal. V roce 2017 byla obsazena do role služebné Marian ve filmu Maid Marian. V roce 2018 se objevila ve filmu Marie, královna skotská a v nezávislém filmu Dreamland.

## Soukromý život
V roce 2014 navázala partnerský vztah s britským asistentem režie Tomem Ackerleym, kterého poznala na natáčení filmu Suite Française. V prosinci 2016 se za něj provdala v Byron Bay ležícím v australském Novém Jižním Walesu. V říjnu či listopadu 2024 se do manželství narodil syn, když nebylo zveřejněno přesné datum narození. Rodina žije v losangeleském Venice.

## Filmografie

### Film
| Rok  | Název                                            | Role                           | Poznámky         |
| ---- | ------------------------------------------------ | ------------------------------ | ---------------- |
| 2008 | Vigilante                                        | Cassandra                      |                  |
| 2009 | I.C.U.                                           | Tristan Waters                 | také producentka |
| 2013 | Lásky čas                                        | Charlotte                      |                  |
| 2013 | Vlk z Wall Street                                | Naomi Lapaglia                 |                  |
| 2015 | Z for Zachariah                                  | Ann Burden                     |                  |
| 2015 | Focus                                            | Jess Barrett                   |                  |
| 2015 | Suite Française                                  | Celine                         |                  |
| 2015 | Sázka na nejistotu                               | Samu sebe                      | Cameo            |
| 2016 | Americká reportérka                              | Tanya Vanderpoel               |                  |
| 2016 | Legenda o Tarzanovi                              | Jane Porter                    |                  |
| 2016 | Sebevražedný oddíl                               | Harleen Quinzel / Harley Quinn |                  |
| 2017 | Sbohem Kryštůfku Robine                          | Daphne de Sélincourt           |                  |
| 2017 | Já, Tonya                                        | Tonya Harding                  | také producentka |
| 2018 | Králíček Petr                                    | Flopsy (hlas)                  |                  |
| 2018 | Konečná                                          | Annie                          |                  |
| 2018 | Školní nářez                                     | Audrey                         | cameo            |
| 2018 | Marie, královna skotská                          | Alžběta I.                     |                  |
| 2019 | Krajina snů                                      | Allison Wells                  | také producentka |
| 2019 | Šokující odhalení                                | Kayla Pospisil                 |                  |
| 2019 | Tenkrát v Hollywoodu                             | Sharon Tateová                 |                  |
| 2020 | Birds of Prey (Podivuhodná proměna Harley Quinn) | Harleen Quinzel / Harley Quinn | také producentka |
| 2021 | Králíček Petr bere do zaječích                   | Flopsy (hlas)                  |                  |
| 2022 | Amsterdam                                        | Valerie                        |                  |
| 2022 | Babylon                                          | Nellie LaRoy                   |                  |
| 2023 | Asteroid City                                    | herečka / manželka             |                  |
| 2023 | Barbie                                           | Barbie                         |                  |
| 2025 | Velká odvážná nádherná cesta                     | Sarah                          |                  |

### Televize
| Rok     | Název                              | Role                          | Poznámky                                        |
| ------- | ---------------------------------- | ----------------------------- | ----------------------------------------------- |
| 2008    | Review with Myles Barlow           | Kelly                         | díl: „1.1“                                      |
| 2008    | Princezna ze země slonů            | Motýl (neuvedena v titulcích) | díly: „The Butterfly Effect“ a „Butterfly Kiss“ |
| 2008    | City Homicide                      | Caitlin Brentford             | díl: „Somersaulting Dogs“                       |
| 2008–11 | Neighbours                         | Donna Freedman                | hlavní role, 354 dílů                           |
| 2011–12 | Pan Am                             | Laura Cameron                 | 14 dílů                                         |
| 2015    | Top Gear                           | Samu sebe                     | díl: „22.4“                                     |
| 2015    | Neighbours 30th: The Stars Reunite | Samu sebe                     | dokument                                        |
| 2016    | Saturday Night Live                | Samu sebe                     | díl: „Margot Robbie/The Weeknd“                 |
| 2019    | Dollface                           | Imelda                        | díl: „Máma medvědice“                           |

## Nominace a ocenění
| Rok  | Ocenění                                       | Kategorie                                             | Práce                   | Výsledek  |
| ---- | --------------------------------------------- | ----------------------------------------------------- | ----------------------- | --------- |
| 2009 | Logie Awards                                  | nejpopulárnější nový ženský talent                    | Neighbours              | nominace  |
| 2011 | Logie Awards                                  | nejpopulárnější herečka                               | Neighbours              | nominace  |
| 2013 | Boston Society of Film Critics                | nejlepší obsazení                                     | Vlk z Wall Street       | nominace  |
| 2013 | Detroit Film Critics Society                  | nejlepší obsazení                                     | Vlk z Wall Street       | nominace  |
| 2014 | Critics' Choice Awards                        | nejlepší obsazení                                     | Vlk z Wall Street       | nominace  |
| 2014 | Empire Awards                                 | nejlepší nováček – žena                               | Vlk z Wall Street       | vítězství |
| 2014 | Filmová cena MTV                              | objev roku                                            | Vlk z Wall Street       | nominace  |
| 2014 | Young Hollywood Awards                        | objev roku                                            | —                       | nominace  |
| 2015 | Filmová cena Britské akademie                 | ocenění pro stoupající hvězdu                         | —                       | nominace  |
| 2016 | Critics' Choice Awards                        | nejlepší herecký výkon v akčním filmu                 | Sebevražedný oddíl      | vítězství |
| 2016 | Teen Choice Awards                            | nejlepší herečka (teenagerský film)                   | Sebevražedný oddíl      | nominace  |
| 2017 | Alliance of Women Film Journalists            | Síň slávy                                             | Sebevražedný oddíl      | nominace  |
| 2017 | Alliance of Women Film Journalists            | herečka, která potřebuje nového agenta                | Sebevražedný oddíl      | nominace  |
| 2017 | Cena Saturn                                   | nejlepší herečka ve vedlejší roli                     | Sebevražedný oddíl      | nominace  |
| 2017 | Detroit Film Critics Society                  | nejlepší herečka v hlavní roli                        | Já, Tonya               | nominace  |
| 2017 | Florida Film Critics Circle Awards            | nejlepší herečka v hlavní roli                        | Já, Tonya               | vítězství |
| 2017 | Gotham Awards                                 | nejlepší herečka v hlavní roli                        | Já, Tonya               | nominace  |
| 2017 | Hollywood Film Awards                         | nejlepší obsazení                                     | Já, Tonya               | vítězství |
| 2017 | Chicago Film Critics Association              | nejlepší herečka v hlavní roli                        | Já, Tonya               | nominace  |
| 2017 | New York Film Critics Online                  | nejlepší herečka v hlavní roli                        | Já, Tonya               | vítězství |
| 2017 | People's Choice Awards                        | nejlepší herečka                                      | Sebevražedný oddíl      | nominace  |
| 2017 | People's Choice Awards                        | nejlepší herecký výkon v akčním filmu                 | Sebevražedný oddíl      | vítězství |
| 2017 | San Diego Film Critics Society                | nejlepší herečka v hlavní roli                        | Já, Tonya               | nominace  |
| 2017 | San Francisco Film Critics Circle             | nejlepší herečka v hlavní roli                        | Já, Tonya               | vítězství |
| 2017 | Washington D.C. Area Film Critics Association | nejlepší herečka v hlavní roli                        | Já, Tonya               | nominace  |
| 2018 | AACTA Awards                                  | nejlepší herečka v hlavní roli                        | Já, Tonya               | vítězství |
| 2018 | Alliance of Women Film Journalists            | nejlepší herečka v hlavní roli                        | Já, Tonya               | nominace  |
| 2018 | Alliance of Women Film Journalists            | nejodvážnější herecký výkon                           | Já, Tonya               | vítězství |
| 2018 | Critics' Choice Awards                        | nejlepší herečka v hlavní roli                        | Já, Tonya               | nominace  |
| 2018 | Critics' Choice Awards                        | nejlepší herečka (komedie)                            | Já, Tonya               | vítězství |
| 2018 | Central Ohio Film Critics Association         | nejlepší herečka v hlavní roli                        | Já, Tonya               | nominace  |
| 2018 | Dorian Awards                                 | nejlepší herečka v hlavní roli                        | Já, Tonya               | nominace  |
| 2018 | Filmová cena Britské akademie                 | nejlepší herečka v hlavní roli                        | Já, Tonya               | nominace  |
| 2018 | Independent Spirit Awards                     | nejlepší herečka v hlavní roli                        | Já, Tonya               | nominace  |
| 2018 | Oscar                                         | nejlepší herečka v hlavní roli                        | Já, Tonya               | nominace  |
| 2018 | Satellite Award                               | nejlepší herečka v hlavní roli                        | Já, Tonya               | nominace  |
| 2018 | Screen Actors Guild Awards                    | nejlepší herečka v hlavní roli                        | Já, Tonya               | nominace  |
| 2018 | Zlatý glóbus                                  | nejlepší herečka v hlavní roli (muzikál nebo komedie) | Já, Tonya               | nominace  |
| 2019 | AACTA Awards                                  | nejlepší herečka ve vedlejší roli                     |                         | nominace  |
| 2019 | Filmová cena Britské akademie                 | nejlepší herečka ve vedlejší roli                     | Marie, královna skotská | nominace  |
| 2019 | Satellite Awards                              | nejlepší herečka v hlavní roli                        | Marie, královna skotská | nominace  |
| 2019 | Screen Actors Guild Awards                    | nejlepší herečka ve vedlejší roli                     | Marie, královna skotská | nominace  |
| 2020 | Critics' Choice Awards                        | nejlepší obsazení (film)                              | Bombshell               | nominace  |
| 2020 | Critics' Choice Awards                        | nejlepší obsazení (film)                              | Tenkrát v Hollywoodu    | nominace  |
| 2020 | Critics' Choice Awards                        | nejlepší herečka ve vedlejší roli                     | Bombshell               | nominace  |
| 2020 | AACTA Awards                                  | nejlepší mezinárodní herečka ve vedlejší roli         | Bombshell               | vítězství |
| 2020 | AACTA Awards                                  | nejlepší mezinárodní herečka ve vedlejší roli         | Tenkrát v Hollywoodu    | nominace  |
| 2020 | Filmová cena Britské akademie                 | nejlepší herečka ve vedlejší roli                     | Bombshell               | nominace  |
| 2020 | Filmová cena Britské akademie                 | nejlepší herečka ve vedlejší roli                     | Tenkrát v Hollywoodu    | nominace  |
| 2020 | London Film Critics' Circle                   | nejlepší herečka ve vedlejší roli                     | Bombshell               | nominace  |
| 2020 | Oscar                                         | nejlepší herečka ve vedlejší roli                     | Bombshell               | nominace  |
| 2020 | Satellite Awards                              | nejlepší herečka ve vedlejší roli                     | Bombshell               | nominace  |
| 2020 | Screen Actors Guild Awards                    | nejlepší herečka ve vedlejší roli                     | Bombshell               | nominace  |
| 2020 | Screen Actors Guild Awards                    | nejlepší obsazení (film)                              | Tenkrát v Hollywoodu    | nominace  |
| 2020 | Screen Actors Guild Awards                    | nejlepší obsazení (film)                              | Bombshell               | nominace  |
| 2020 | Zlatý glóbus                                  | nejlepší herečka ve vedlejší roli                     | Bombshell               | nominace  |